# عناية الزعبي
عناية وديع الزعبي (21 كانون الثاني 1926 - 17 شباط 2015) هي فنانة تشكيلية فلسطينية، كانت تسكن في حيّ المنشية في يافا قبل تهجيرها القسري إلى الناصرة عام 1948 بسبب النكبة. تلقت علومها في مدارس يافا، وحصلت منها على شهادة تؤهلها للعمل معلمةً للمرحلة الإبتدائية، فعملت في المدرسة التي أسسها والدها الأستاذ وديع سرّي وسماها (روضة سرِّي الإبتدائية).
توفيت في الناصرة بتاريخ 17 فبراير 2015.

## سيرتها
كانت تمتلك مواهب مختلفة مثل الرسم والموسيقى لذا تلقت دروس خاصة في الفن التشكيلي في أحد أديرة يافا دير راهبات مار يوسف على يد راهبة من حلب علمتها أصول الرسم وقواعده، فرسمت العديد من اللوحات وعُلّق بعضها في الصالة المخصصة لتعليم الرسم في الدير والبعض الآخر في بيتها. أثناء الخروج القسري من يافا بسبب الإحتلال الإسرائيلي تمكنت عناية من أخذ بعض لوحاتها وترك ما تبقى في بيتها بيافا على أمل عودتهم.
رسمت العديد من اللوحات أبرزها صورة ميناء يافا الشهير التي تمكنت من رسمها بتقنية عالية جعلتها تحتفظ برونق ألوانها.